# Método Ogino-Knaus

El método Ogino-Knauss funciona para mujeres con un ciclo regular de entre 26 y 32 días. Evitar tener relaciones sexuales durante los días etiquetados 'fértiles' da como resultado una media de embarazos al año del 5%. También se puede usar este método para conseguir un embarazo.

También conocido como el método del ritmo o el método del calendario, el método Ogino-Knaus es un método natural de control de natalidad y de conocimiento de la fertilidad.
En 1905, Theodoor Hendrik van de Velde, un ginecólogo holandés, demostró que las mujeres solo ovulan una vez por ciclo menstrual y describió las fases del ciclo.
En la década de 1920, Kyusaku Ogino, un ginecólogo japonés, descubrió que la ovulación se produce unos catorce días antes del siguiente período menstrual. Así, Ogino usó su descubrimiento para desarrollar una fórmula para ayudar a las mujeres infértiles a programar las relaciones sexuales para lograr el embarazo. Esta técnica fue perfeccionada por el médico Austríaco Hermann Knaus en 1928.
Este método consistía en el estudio del ciclo menstrual para predecir los días fértiles y mantener o evitar las relaciones sexuales, según si se buscaba o se evitaba la concepción. Es uno de los métodos anticonceptivos que existen de conocimiento de la fertilidad, existiendo otros como el método sintotérmico o el método del moco cervical.

## Descripción
Se trata de contar la cantidad de días en la fase infértil pre-ovulatoria, se debe registrar durante 6 ciclos la duración de los ciclos menstruales, y se procede al cálculo matemático: Como el día de ovulación es el decimocuarto antes del primer día de menstruación y se dan "4 días de gracia", se resta 18 al número de días del ciclo más corto. Para encontrar el inicio de la fase infértil que inicia luego de que haya ovulado, se dan "3 días de gracia", por lo tanto se resta 11 al número de días del ciclo más largo. Ese rango es el periodo fértil y no se puede tener relaciones en estos días. 
Para una mujer cuyo ciclo menstrual se extiende entre 25 y 32 días, se estima que es infértil los primeros 7 días de su  ciclo (25 - 18 = 7), es fértil entre los días 8 y 20 y vuelve a ser infértil el día 21 (32 - 11 = 21). Cuando se trata de evitar el embarazo este método tiene un nivel de efectividad de en torno al 80% (tasa de error del 20-25% según los estudios).

## Eficacia
En varios estudios se ha probado que, si se usa a la perfección, la probabilidad de embarazo es de 4,75 % durante 13 ciclos. Sin embargo, ese uso perfecto es muy difícil de lograr, y puede aumentar la probabilidad de embarazo de hasta un 24% con lo que se denomina “uso típico”. La efectividad se encontraría en torno al 80%. 
Para utilizar este método, la mujer debe conocer la duración de sus ciclos menstruales.
El uso imperfecto de los métodos basados en el calendario consistiría en no rastrear correctamente la duración de los ciclos de la mujer, por lo tanto, usar números incorrectos en la fórmula, o tener relaciones sexuales sin protección en un día fértil. La disciplina requerida para mantener registros precisos de los ciclos menstruales y abstenerse de tener relaciones sexuales sin protección hace que el uso imperfecto sea bastante común. La tasa de fracaso es relativamente alta, en comparación con otros métodos anticonceptivos.
Otro problema es que el método sigue una fórmula que no se adapta a mujeres con ciclos irregulares y no tiene en cuenta los factores que pueden influir en los ciclos menstruales, como pueden ser el estrés o ciertas medicaciones. Si se presenta una ovulación inusualmente temprana, este método indicará que aún se encuentra en la fase de infertilidad preovulatoria, cuando en realidad, ya se encontraría en periodo fértil.
Finalmente, este método asume que todo sangrado es verdadera menstruación. Sin embargo, el sangrado anovulatorio o en la mitad del ciclo puede deberse a varios factores, e identificar incorrectamente el sangrado como menstruación hará que los cálculos del método sean incorrectos.